# Studenter-Sangforeningen
Studenter-Sangforeningen i Köpenhamn, Danmark, är en dansk manskör och en av Nordens äldsta körer.
Kören bildades 1820 som en del av Studenterforeningen i vilken alla sångvilliga studenter fick delta. Den musikaliska kvaliteten sjönk emellertid snabbt och vid en gemensam utflykt 1839 till Dyrehaven med Lunds Studentsångförening väckte den danska körens kvalitet en pinsam uppmärksamhet. Den svenska kören ställde upp med fyrstämmig körsång under ledning av Otto Lindblad medan den danska sjöng enstämmiga visor.
För att upprätta den nationella äran togs initiativet till bildandet av en dansk studentersangforening några veckor efter fiaskot i Dyrehaven. 33 sångare bildade en ny kör och 1840 upptogs 64 nya sångare.  Den 31 maj 1840 uppträdde man för första gången offentligt i Dyrehaven och fick inför en begeistrad publik revansch för det förra årets fiasko. Den första egentliga konserten hölls i Hotel D’Angleterres festsal den 19 december 1840.
Studenter-Sangforeningen spelade en viktig roll under ockupationen av Danmark. Konserten i Tivoli den 18 juni 1940 blev en nationell manifestation. Efter kriget återupptogs kontakterna med de nordiska länderna och många gemensamma konserter anordnades med nordiska akademiska körer.
Under 1970- och 80-talen hade Studenter-Sangforeningen en nedgångsperiod. De traditionella aktiviteterna upprätthölls men nyrekryteringen var svag. På senare år har emellertid kören åter haft en stabil rekrytering och funnit sin plats i danskt musikliv.

## Dirigenter och kompositörer som varit medlemmar
- J.P.E. Hartmann
- Peter Heise
- Peter Erasmus Lange-Müller
- Salomon Levysohn
- Johan Hye-Knudsen
- Knud Vad Thomsen
- Knudåge Riisager
- Tamás Vetö
- Niels Muus
- Jørgen Fuglebæk

## Diskografi
- 2006 Danske julemelodier
- 2003 Store Bededagsaften i Kastellet
- 2000 Niels W. Gade - Reiterleben and Other Romantic Songs for Male Choir
- 1997 Danske sange fra Weyse til Dissing
- 1992 Kuhlau & Heise
- 1989 Vi mødtes engang